# Марціо
Марціо (італ. Marzio) — муніципалітет в Італії, у регіоні Ломбардія, провінція Варезе.
Марціо розташоване на відстані близько 540 км на північний захід від Рима, 60 км на північний захід від Мілана, 14 км на північ від Варезе.
Населення — 328 осіб (2014).

## Демографія
Населення за роками:

Станом на 1 січня 2023 року в муніципалітеті офіційно проживали 22 іноземці з 9 країн, серед них 7 громадян країн Євросоюзу та 8 громадян України.

## Сусідні муніципалітети
- Брузімп'яно
- Кадельяно-Віконаго
- Куассо-аль-Монте
- Лавена-Понте-Треза
- Маркіроло